# Danielle Lloyd
Danielle Lloyd (Liverpool, 16 de dezembro de 1983) é a modelo britânica conhecida como Miss Grã-Bretanha em 2006.